# Heptagyia annulipes
Heptagyia annulipes är en tvåvingeart som beskrevs av Philippi 1865. Heptagyia annulipes ingår i släktet Heptagyia och familjen fjädermyggor. Inga underarter finns listade i Catalogue of Life.